# 제92회 선발 고등학교 야구 대회
제92회 선발 고등학교 야구 대회(第92回選抜高等学校野球大会)는 2020년 3월 19일부터 11일 (휴식일 제외)에 걸쳐 한신 고시엔 구장에서 열릴 예정이었던 일본의 선발 고등학교 야구 대회이다. 코로나19 범유행으로 취소되었다.